# Manglerud Star
Manglerud/Star är en norsk ishockeyklubb från Oslo som grundades 1913. Laget spelar säsongen 2009/2010 i Norges högsta division, Get-ligaen. 
Klubben spelar sina hemmamatcher i Manglerudhallen.
Klubben blev norska mästare 1977 och 1978. 